# Asimister
Asimister, občanským jménem Maxim Hrečin (* 11. ledna 1993 Starobilsk, Ukrajina), je slovenský youtuber a co do počtu odběratelů druhý největší aktivní představitel slovenské YouTube scény.

## Život a kariéra
Narodil se v roce 1993 ve Starobilsku na Ukrajině. Po absolvování středního vzdělání studoval na soukromé Vysoké škole Panevropské obor Masmédia a marketing. Má mladší sestru Dianu. Hovoří plynně anglicky, česky, slovensky, ukrajinsky a rusky.

### Působení na sociálních sítích
Videohry hraje od roku 1999. Kanál na platformě YouTube si založil v srpnu 2008. Zpočátku na něj nahrával videa z videoher v anglickém jazyce, přibližně po půl roce nicméně začal tvořit obsah ve slovenštině. Na kanále zveřejňuje kromě videí z videoher často také reakce na různá videa či vlogy. V roce 2019 jeho kanál dosáhl hranice 500 tisíc odběratelů.
Účastní se různých youtuberských akcí. K červenci 2024 měl téměř jeden milion odběratelů, čímž byl po Samuelu Miščíkovi druhým největším aktivním youtuberem v zemi natáčejícím ve slovenštině. K témuž měsíci měl jeho YouTube kanál v součtu přes 700 milionů zhlédnutí. Přezdívku Asimister používá již od dětství, vychází ze slov "Asi" a "Mister". Poprvé ji použil při hraní hry Counter-Strike s kamarády.